# Primera División de Bolivia 2016-17
La Temporada 2016-17 fue la 40° y última edición de la Liga de Fútbol Profesional Boliviano. Inicialmente se dividió en 2 torneos oficiales, pero posteriormente y tras consenso entre la LFPB y Asociación Nacional de Fútbol (Segunda División) se modificó a 3, los cuales fueron: el Apertura en 2016, Apertura y Clausura en 2017. Se disputaron bajo el sistema de todos contra todos.
Se dio esta modificación de la Primera División de Bolivia, tras las reformas de la Conmebol para Copa Libertadores y Copa Sudamericana que se disputarán en el año calendario a partir del 2017.
Por otra parte, para definir los descensos se anuló el sistema del punto promedio, siendo reemplazado por la Tabla Acumulada de los tres torneos. El equipo que se posicionó último disputó la serie ascenso–descenso con el subcampeón de la Segunda División, no habiendo descenso directo.

## Equipos participantes

### Ascensos y descensos
| Pos. | Descendido a la Copa Simón Bolívar 2016-17 |
| ---- | ------------------------------------------ |
| 12.º | Ciclón                                     |

| Pos. | Ascendido a la Primera División 2016-17 |
| ---- | --------------------------------------- |
| 1.º  | Guabirá                                 |

Ciclón terminó último en la tabla del descenso 2015-16 y fue relegado a la Segunda División (Copa Simón Bolívar) después de disputar esa temporada en Primera División. Fue reemplazado por el campeón del Copa Simón Bolívar 2015-16 Guabirá que retornó a la Liga tras 2 temporadas.

## Equipos y Estadios
El número de equipos para la temporada 2016-17 fue el mismo que la temporada anterior. 9 equipos son administrados por Clubes o Entidades Deportivas, 1 equipo es administrado por la Universidad Mayor Real y Pontificia San Francisco Xavier de Chuquisaca y 2 equipos son administrados por Sociedad de Responsabilidad Limitada.
|  | Entidad                                           | Ciudad                  | Estadio                               | Capacidad     |
|  | ------------------------------------------------- | ----------------------- | ------------------------------------- | ------------- |
|  | Club Bolívar                                      | La Paz                  | Hernando Siles Simón Bolívar          | 42 000 5 000  |
|  | Club Atlético Nacional Potosí                     | Potosí                  | Víctor Agustín Ugarte                 | 30 000        |
|  | Club Deportivo Guabirá                            | Montero                 | Gilberto Parada                       | 18 000        |
|  | Club Deportivo Jorge Wilstermann                  | Cochabamba              | Félix Capriles Capitán José Angulo    | 32 000 6 200  |
|  | Club Deportivo Oriente Petrolero                  | Santa Cruz de la Sierra | Ramón Tahuichi Aguilera               | 38 500        |
|  | Club Deportivo Petrolero                          | Yacuiba                 | Federico Ibarra Provincial de Yacuiba | 7 000 25 000  |
|  | Club Deportivo San José                           | Oruro                   | Jesús Bermúdez Manuel Flores          | 35 000 8 000  |
|  | Club Deportivo Universitario San Francisco Xavier | Sucre                   | Olímpico Patria                       | 30 000        |
|  | Club Deportivo y Cultural Sport Boys              | Warnes                  | Samuel Vaca Edgar Peña                | 10 000 20 000 |
|  | Club Social, Cultural y Deportivo Blooming        | Santa Cruz de la Sierra | Ramón Tahuichi Aguilera               | 38 500        |
|  | Club The Strongest                                | La Paz                  | Hernando Siles Rafael Mendoza         | 42 000 10 000 |
|  | Club Real Potosí                                  | Potosí                  | Víctor Agustín Ugarte                 | 30 000        |

### Distribución geográfica de los equipos
| Departamento | Cantidad | Equipo            |
| ------------ | -------- | ----------------- |
| Santa Cruz   | 4        | Oriente Petrolero |
| Santa Cruz   | 4        | Blooming          |
| Santa Cruz   | 4        | Sport Boys        |
| Santa Cruz   | 4        | Guabirá           |
| La Paz       | 2        | The Strongest     |
| La Paz       | 2        | Bolívar           |
| Potosí       | 2        | Real Potosí       |
| Potosí       | 2        | Nacional Potosí   |
| Cochabamba   | 1        | Wilstermann       |
| Chuquisaca   | 1        | Universitario     |
| Oruro        | 1        | San José          |
| Tarija       | 1        | Petrolero         |

## Sistema de disputa
El campeonato consistió de 3 torneos independientes, cada uno con su propio campeón. Tanto los torneos Apertura 2016, Apertura 2017 y Clausura 2017 se desarrollaron en dos rondas por el sistema de todos contra todos.

### Clasificación a Torneos Conmebol 2018

#### Conmebol Libertadores 2018[13]
Bolivia tuvo 4 cupos en la Conmebol Libertadores 2018 (Los 2 primeros clasificarán a la fase de grupos, mientras que los últimos 2 clasificarán a la fase preliminar), los cuales fueron:
- Bolivia 1: Campeón del Torneo Apertura 2016.
- Bolivia 2: Campeón del Torneo Apertura 2017.
- Bolivia 3: Campeón del Torneo Clausura 2017.
- Bolivia 4: Mejor ubicado en la Tabla Acumulada no clasificado.

En caso de que algún equipo campeón se consagrara nuevamente campeón del siguiente torneo, se le asignó un premio económico equivalente a la primera fase de la Copa Sudamericana, esto debido a que ningún club puede jugar dos competencias simultáneas el mismo año por disposición de la Conmebol. El cupo internacional de ese torneo fue asignado al siguiente equipo que no este aún clasificado a un torneo internacional.

#### Conmebol Sudamericana 2018[13]
Bolivia tuvo 4 cupos en la Conmebol Sudamericana 2018, que fueron:
- Bolivia 1: Segundo mejor ubicado en la Tabla Acumulada no clasificado.
- Bolivia 2: Tercer mejor ubicado en la Tabla Acumulada no clasificado.
- Bolivia 3: Cuarto mejor ubicado en la Tabla Acumulada no clasificado.
- Bolivia 4: Quinto mejor ubicado en la Tabla Acumulada no clasificado.

### Descenso
El equipo con más bajo puntaje en la Tabla Acumulada disputó partidos por el descenso indirecto contra el subcampeón de la Copa Simón Bolívar 2016-17. Tras la creación de la División de Fútbol Profesional, dio lugar a la adición de dos clubes, pasando a ser 14 los que disputarán la Temporada 2018. No habiendo descenso directo.

## Torneo Apertura 2016
El Torneo Apertura 2016 fue el que inició la temporada 2016-17 de la Primera División boliviana de fútbol. Comenzó el 12 de agosto y terminó el 21 de diciembre. Al concluir el cronograma del torneo, los equipos de The Strongest y Bolívar igualaron en puntos en la primera posición, por lo que definieron el campeonato en un partido extra de desempate.

### Tabla de posiciones
| Pos. | Equipo            | Pts. | PJ | PG | PE | PP | GF | GC | Dif. |
| ---- | ----------------- | ---- | -- | -- | -- | -- | -- | -- | ---- |
| 01.º | The Strongest     | 49   | 22 | 14 | 7  | 1  | 44 | 12 | 32   |
| 02.º | Bolívar           | 49   | 22 | 15 | 4  | 3  | 46 | 21 | 25   |
| 03.º | Oriente Petrolero | 34   | 22 | 10 | 4  | 8  | 25 | 31 | −6   |
| 04.º | Real Potosí       | 31   | 22 | 9  | 4  | 9  | 33 | 30 | 3    |
| 05.º | Blooming          | 29   | 22 | 8  | 5  | 9  | 24 | 25 | −1   |
| 06.º | Wilstermann       | 29   | 22 | 8  | 5  | 9  | 28 | 34 | −6   |
| 07.º | Nacional Potosí   | 28   | 22 | 8  | 4  | 10 | 41 | 47 | −6   |
| 08.º | Sport Boys        | 26   | 22 | 6  | 8  | 8  | 27 | 31 | −4   |
| 09.º | Universitario     | 25   | 22 | 6  | 7  | 9  | 27 | 37 | −10  |
| 10.º | San José          | 24   | 22 | 7  | 3  | 12 | 29 | 42 | −13  |
| 11.º | Petrolero         | 23   | 22 | 6  | 5  | 11 | 20 | 19 | 1    |
| 12.º | Guabirá           | 20   | 22 | 6  | 2  | 14 | 27 | 42 | −15  |

|  |                                                |
|  | Clasificados para la definición del campeonato |

### Resultados
| Local / Visita    | BLO | BOL | GUA | NAL | OP  | PET | RPO | SJ  | SB  | TS  | UNI | WIL |
| ----------------- | --- | --- | --- | --- | --- | --- | --- | --- | --- | --- | --- | --- |
| Blooming          |     | 0–1 | 3–1 | 2–1 | 3–0 | 0–1 | 1–0 | 3–0 | 0–0 | 0–0 | 1–1 | 1–1 |
| Bolívar           | 3–0 |     | 6–0 | 4–2 | 0–1 | 2–1 | 2–0 | 2–1 | 2–1 | 2–1 | 4–2 | 2–1 |
| Guabirá           | 0–4 | 1–2 |     | 2–1 | 1–2 | 1–0 | 3–0 | 5–2 | 1–2 | 0–3 | 3–0 | 2–2 |
| Nacional Potosí   | 2–1 | 1–4 | 2–1 |     | 4–0 | 2–2 | 1–1 | 3–2 | 3–1 | 0–0 | 3–0 | 3–1 |
| Oriente Petrolero | 3–1 | 1–1 | 1–0 | 1–0 |     | 1–0 | 3–0 | 3–1 | 2–1 | 1–1 | 1–1 | 0–1 |
| Petrolero         | 0–0 | 0–1 | 1–0 | 5–0 | 0–1 |     | 1–1 | 2–1 | 0–0 | 0–1 | 1–0 | 5–0 |
| Real Potosí       | 5–1 | 0–0 | 3–1 | 3–1 | 4–1 | 2–0 |     | 2–1 | 2–0 | 0–2 | 1–2 | 4–0 |
| San José          | 1–0 | 0–2 | 3–0 | 2–2 | 2–0 | 2–1 | 1–0 |     | 2–2 | 0–1 | 1–1 | 1–0 |
| Sport Boys        | 0–2 | 3–2 | 1–0 | 5–2 | 2–2 | 0–0 | 1–1 | 3–1 |     | 2–2 | 0–0 | 1–0 |
| The Strongest     | 3–0 | 1–1 | 2–1 | 7–2 | 2–0 | 1–0 | 0–0 | 7–2 | 3–0 |     | 2–0 | 1–0 |
| Universitario     | 2–0 | 2–2 | 1–3 | 1–6 | 4–0 | 1–0 | 4–0 | 1–2 | 2–1 | 1–1 |     | 1–4 |
| Wilstermann       | 1–2 | 0–0 | 1–1 | 2–0 | 2–1 | 2–0 | 4–3 | 3–1 | 2–1 | 0–3 | 2–2 |     |

### Definición del campeonato
The Strongest y Bolívar empataron en puntos en la primera posición, por lo que definieron en un partido extra el campeonato y el cupo Bolivia 1 para la Conmebol Libertadores 2018.
| 24 de diciembre de 2016, 12:00 (UTC-4) | The Strongest             | 2:1 (1:0) | Bolívar      | Estadio Hernando Siles, La Paz                          |                                                         |
|                                        | Pedrozo 31' · Escobar 74' | Reporte   | Callejón 88' | Asistencia: 34 237 espectadores Árbitro(s): Gery Vargas | Asistencia: 34 237 espectadores Árbitro(s): Gery Vargas |

|                                                                         |
| Campeón The Strongest 12° Título Liguero 15° Título de Primera División |

## Torneo Apertura 2017
Comenzó el 28 de enero y finalizó el 29 de junio. El ganador fue Bolívar y obtuvo el cupo Bolivia 2 para la Copa Conmebol Libertadores 2018.

### Tabla de posiciones
| Pos. | Equipo            | Pts. | PJ | PG | PE | PP | GF | GC | Dif. |
| ---- | ----------------- | ---- | -- | -- | -- | -- | -- | -- | ---- |
| 1.º  | Bolívar (C)       | 50   | 22 | 16 | 2  | 4  | 59 | 16 | 43   |
| 2.º  | The Strongest     | 41   | 22 | 13 | 2  | 7  | 47 | 31 | 16   |
| 3.º  | Guabirá           | 39   | 22 | 12 | 3  | 7  | 44 | 31 | 13   |
| 4.º  | Oriente Petrolero | 37   | 22 | 11 | 4  | 7  | 40 | 31 | 9    |
| 5.º  | Blooming          | 34   | 22 | 11 | 1  | 10 | 39 | 50 | −11  |
| 6.º  | Nacional Potosí   | 33   | 22 | 10 | 3  | 9  | 37 | 35 | 2    |
| 7.º  | San José          | 28   | 22 | 7  | 7  | 8  | 33 | 32 | 1    |
| 8.º  | Sport Boys        | 28   | 22 | 8  | 4  | 10 | 41 | 50 | −9   |
| 9.º  | Real Potosí       | 25   | 22 | 8  | 1  | 13 | 30 | 50 | −20  |
| 10.º | Wilstermann       | 23   | 22 | 6  | 5  | 11 | 26 | 34 | −8   |
| 11.º | Petrolero         | 20   | 22 | 5  | 5  | 12 | 36 | 51 | −15  |
| 12.º | Universitario     | 18   | 22 | 5  | 3  | 14 | 21 | 42 | −21  |

|  |                                                |
|  | Clasificado para la Conmebol Libertadores 2018 |

 Fecha de actualización: 29 de junio de 2017

### Resultados
| Local / Visita    | BLO | BOL | GUA | NAL | OP  | PET | RPO | SJ  | SB  | TS  | UNI | WIL |
| ----------------- | --- | --- | --- | --- | --- | --- | --- | --- | --- | --- | --- | --- |
| Blooming          |     | 0–3 | 3–2 | 2–0 | 0–3 | 2–0 | 3–1 | 3–3 | 1–3 | 4–1 | 4–2 | 3–2 |
| Bolívar           | 5–0 |     | 2–0 | 3–1 | 1–0 | 3–0 | 4–0 | 3–1 | 5–0 | 3–1 | 5–0 | 2–0 |
| Guabirá           | 2–0 | 2–1 |     | 3–1 | 2–1 | 5–1 | 3–1 | 2–0 | 3–1 | 3–0 | 5–1 | 0–0 |
| Nacional Potosí   | 1–0 | 0–3 | 2–1 |     | 3–1 | 4–1 | 3–0 | 1–1 | 5–2 | 0–1 | 1–0 | 0–0 |
| Oriente Petrolero | 2–3 | 1–1 | 3–1 | 4–1 |     | 0–2 | 3–1 | 4–1 | 1–1 | 3–1 | 1–0 | 2–0 |
| Petrolero         | 2–4 | 2–2 | 1–3 | 2–2 | 2–2 |     | 5–0 | 2–0 | 2–2 | 0–1 | 2–2 | 2–0 |
| Real Potosí       | 3–1 | 2–1 | 2–0 | 1–2 | 3–2 | 4–3 |     | 1–1 | 2–3 | 1–3 | 1–0 | 4–0 |
| San José          | 3–0 | 1–4 | 1–0 | 2–1 | 0–0 | 4–1 | 3–0 |     | 3–1 | 0–1 | 3–3 | 0–0 |
| Sport Boys        | 3–4 | 3–2 | 1–1 | 1–3 | 3–4 | 2–1 | 3–0 | 0–0 |     | 0–1 | 5–2 | 3–1 |
| The Strongest     | 6–0 | 1–4 | 3–3 | 3–2 | 0–1 | 5–1 | 6–1 | 3–1 | 5–0 |     | 1–0 | 2–1 |
| Universitario     | 0–1 | 0–2 | 1–0 | 1–2 | 0–1 | 3–1 | 0–2 | 1–0 | 1–3 | 2–1 |     | 1–0 |
| Wilstermann       | 3–1 | 1–0 | 2–3 | 3–2 | 5–1 | 1–3 | 1–0 | 1–2 | 3–1 | 1–1 | 1–1 |     |

### Campeón
|                                                           |
| Bolívar 21° Título Liguero 27° Título de Primera División |

## Torneo Clausura 2017
Comenzó el 28 de julio y finalizó el 17 de diciembre. El ganador obtuvo el cupo Bolivia 3 para la Copa Conmebol Libertadores 2018.

### Tabla de posiciones
| Pos. | Equipo            | Pts. | PJ | PG | PE | PP | GF | GC | Dif. |
| ---- | ----------------- | ---- | -- | -- | -- | -- | -- | -- | ---- |
| 1.º  | Bolívar (C)*      | 44   | 22 | 12 | 6  | 4  | 35 | 26 | 9    |
| 2.º  | The Strongest     | 40   | 22 | 12 | 4  | 6  | 42 | 24 | 18   |
| 3.º  | Wilstermann **    | 37   | 22 | 12 | 4  | 6  | 38 | 23 | 15   |
| 4.º  | San José          | 33   | 22 | 10 | 3  | 9  | 31 | 26 | 5    |
| 5.º  | Blooming          | 32   | 22 | 7  | 11 | 4  | 24 | 16 | 8    |
| 6.º  | Oriente Petrolero | 28   | 22 | 7  | 7  | 8  | 28 | 30 | −2   |
| 7.º  | Guabirá           | 28   | 22 | 8  | 4  | 10 | 29 | 32 | −3   |
| 8.º  | Universitario     | 26   | 22 | 7  | 5  | 10 | 26 | 34 | −8   |
| 9.º  | Petrolero         | 25   | 22 | 6  | 7  | 9  | 24 | 23 | 1    |
| 10.º | Real Potosí       | 25   | 22 | 7  | 4  | 11 | 21 | 36 | −15  |
| 11.º | Sport Boys        | 23   | 22 | 6  | 5  | 11 | 25 | 40 | −15  |
| 12.º | Nacional Potosí   | 21   | 22 | 6  | 3  | 13 | 25 | 35 | −10  |

|    |                                                                                             |
|    | Campeón del Torneo (C)                                                                      |
|    | Clasificado a la Copa Conmebol Libertadores 2019 como tercer lugar del torneo clausura 2017 |
| *  | Le asignaron 2 puntos                                                                       |
| ** | Le descontaron 3 puntos                                                                     |

 Fecha de actualización: 20 de diciembre de 2017

### Resultados
| Local / Visita    | BLO | BOL | GUA | NAL | OP  | PET | RPO | SJ  | SB  | TS  | UNI | WIL |
| ----------------- | --- | --- | --- | --- | --- | --- | --- | --- | --- | --- | --- | --- |
| Blooming          |     | 1–2 | 2–2 | 4–2 | 2–2 | 1–0 | 0–0 | 2–0 | 2–0 | 0–0 | 4–0 | 1–0 |
| Bolívar           | 2–0 |     | 3–0 | 3–1 | 1–1 | 2–0 | 1–0 | 2–1 | 2–0 | 0–0 | 1–2 | 1–1 |
| Guabirá           | 0–0 | 3–0 |     | 4–0 | 1–0 | 2–1 | 3–0 | 3–1 | 0–2 | 2–0 | 2–1 | 0–1 |
| Nacional Potosí   | 0–0 | 1–1 | 2–1 |     | 0–0 | 2–0 | 0–1 | 3–1 | 3–2 | 1–2 | 2–3 | 2–0 |
| Oriente Petrolero | 0–0 | 5–1 | 3–1 | 2–0 |     | 2–2 | 3–1 | 1–2 | 2–3 | 1–1 | 1–0 | 2–1 |
| Petrolero         | 1–1 | 2–0 | 4–3 | 0–1 | 3–0 |     | 0–0 | 1–0 | 0–0 | 0–1 | 2–0 | 1–3 |
| Real Potosí       | 2–0 | 2–3 | 2–0 | 2–1 | 1–0 | 1–1 |     | 1–2 | 2–1 | 1–2 | 1–1 | 2–5 |
| San José          | 1–1 | 1–0 | 2–0 | 1–0 | 1–2 | 1–0 | 3–0 |     | 1–2 | 4–0 | 4–3 | 3–1 |
| Sport Boys        | 1–1 | 1–3 | 1–1 | 3–2 | 1–1 | 1–4 | 0–1 | 1–0 |     | 1–5 | 1–1 | 1–0 |
| The Strongest     | 1–0 | 1–2 | 3–0 | 2–1 | 5–0 | 1–1 | 6–0 | 1–2 | 5–1 |     | 3–2 | 1–2 |
| Universitario     | 0–2 | 1–2 | 1–1 | 2–0 | 1–0 | 0–0 | 2–1 | 0–0 | 2–0 | 2–0 |     | 2–4 |
| Wilstermann       | 0–0 | 2–2 | 3–0 | 2–1 | 2–0 | 1–1 | 2–0 | 1–0 | 3–1 | 1–2 | 3–0 |     |

### Campeón
|                                                           |
| Bolívar 22° Título Liguero 28° Título de Primera División |

## Tabla Acumulada
Fecha de actualización: 20 de diciembre de 2017
|  | Pos. |  | Equipos           | PJ | PG | PE | PP | GF  | GC  | Dif. | Pts. |  |
|  | ---- |  | ----------------- | -- | -- | -- | -- | --- | --- | ---- | ---- |  |
|  | 01°  |  | Bolívar (C)       | 66 | 43 | 12 | 11 | 140 | 63  | +77  | 143  |  |
|  | 02°  |  | The Strongest (C) | 66 | 39 | 13 | 14 | 132 | 67  | +65  | 130  |  |
|  | 03°  |  | Oriente Petrolero | 66 | 28 | 15 | 23 | 93  | 92  | +1   | 99   |  |
|  | 04°  |  | Blooming          | 66 | 26 | 17 | 23 | 87  | 91  | -4   | 95   |  |
|  | 05°  |  | Wilstermann       | 66 | 26 | 14 | 26 | 92  | 91  | +1   | 89   |  |
|  | 06°  |  | Guabirá           | 66 | 26 | 9  | 31 | 100 | 105 | -5   | 87   |  |
|  | 07°  |  | San José          | 66 | 24 | 13 | 29 | 93  | 100 | -7   | 85   |  |
|  | 08°  |  | Nacional Potosí   | 66 | 24 | 10 | 32 | 103 | 118 | -15  | 82   |  |
|  | 09°  |  | Real Potosí       | 66 | 24 | 9  | 33 | 84  | 115 | -31  | 81   |  |
|  | 10°  |  | Sport Boys        | 66 | 20 | 17 | 29 | 92  | 122 | -30  | 77   |  |
|  | 11°  |  | Petrolero (D)     | 66 | 17 | 18 | 31 | 81  | 94  | -13  | 69   |  |
|  | 12°  |  | Universitario (D) | 66 | 18 | 15 | 33 | 74  | 113 | -39  | 69   |  |

|  | |
|  | Clasificado a Copa Conmebol Libertadores 2018 como Campeón Apertura 2016 (Bolivia 2).               |
|  | Clasificado a Copa Conmebol Libertadores 2018 como Campeón Apertura 2017 (Bolivia 1).               |
|  | Clasificado a Copa Conmebol Libertadores 2018 como Mejor Puntaje (Bolivia 4).                       |
|  | Clasificado a Copa Conmebol Libertadores 2018 como 3.° puesto del Torneo Clausura 2017 (Bolivia 3). |
|  | Clasificado a Copa Conmebol Sudamericana 2018 como Mejor Puntaje.                                   |
|  | Disputó el descenso indirecto contra el subcampeón de la Copa Simón Bolívar.                        |

- En caso de paridad de puntos entre dos equipos en el último puesto se jugará un partido de desempate en sede neutral, en caso de igualdad de tres o más equipos se aplicará la diferencia de goles.

### Desempate por el Descenso Indirecto
Los equipos de Petrolero y Universitario tras igualar en puntos en la última posición, jugaron un partido en sede neutral para definir al plantel que disputará la serie de descenso indirecto contra el subcampeón de la Copa Simón Bolívar 2016-17 que fue Destroyers.
| 20 de diciembre de 2017, 17:00 (UTC-4) | Petrolero | 0:1 (0:1) | Universitario    | Capitán José Angulo, Sacaba |                         |
|                                        |           |           | 25' Marcos Andia | Árbitro(s): Raúl Orozco     | Árbitro(s): Raúl Orozco |

## Serie Ascenso–Descenso Indirecto
Petrolero que perdió el partido de desempate, se enfrentó con Destroyers que fue subcampeón de la Copa Simón Bolívar 2016-17.

### Petrolero vs. Destroyers
| 23 de diciembre de 2017, 15:30 (UTC-4) | Petrolero | 0:3 (0:0) | Destroyers                                   | Estadio Federico Ibarra, Yacuiba |                             |
|                                        |           | Reporte   | 62' 70' Williams Ulloa · 90+5' Ángel Cuéllar | Árbitro(s): Óscar Maldonado      | Árbitro(s): Óscar Maldonado |

| 27 de diciembre de 2017, 20:00 (UTC-4) | Destroyers        | 1:1 (0:1) | Petrolero        | Estadio Ramón Tahuichi Aguilera, Santa Cruz de la Sierra |                                                         |
|                                        | Ángel Cuéllar 76' | Reporte   | 40' David Robles | Asistencia: 25 000 espectadores Árbitro(s): Luis Irusta  | Asistencia: 25 000 espectadores Árbitro(s): Luis Irusta |

### Clasificación Final
|                                                          |                                                      |
| Petrolero (Descendió a la Asociación Tarijeña de Fútbol) | Destroyers (Ascendió a la División Profesional 2018) |